# Шумик Василь Захарович
Васи́ль Зах́арович Шу́мик, псевдо Шум (3 лютого 1978 року, с. Ворокомле, Камінь-Каширський район, Волинська область — 9 жовтня 2020 року, там само) — солдат 80-ї окремої десантно-штурмової бригади Збройних сил України, учасник російсько-української війни.

## З життєпису
Строкову службу проходив у спецназі внутрішніх військ, після служби повернувся до рідного села. Їздив на заробітки до Польщі. Одружився, в шлюбі народився син. Розлучений від 2004 року.
10 серпня 2014 року зголосився добровольцем до військкомату, потрапив до 80-ї десантно-штурмової бригади. Проходив тримісячну підготовку на Яворівському полігоні.
Учасник Антитерористичної операції на сході України з 2014 року. Від 6 до 15 січня 2015 року — учасник боїв за Донецький аеропорт, де зазнав закритої черепно-мозкової травми, декількох контузій і, після чергової, був вивезений з аеропорту. Лікувався у шпиталі міста Дніпро.
Після місячної реабілітації, в березні 2015 року, повернувся на фронт — воював за Авдіївку, Зайцеве, Попасну, Бутівку.
У 2015 році, по демобілізації, проходив курс лікування. У 2017 році служив за піврічним контрактом у 39-му зенітному ракетному полку, що дислокується у Володимирі-Волинському.
25 червня 2018 року отримав I групу інвалідності через травми та контузії, яких зазнав при захисті Батьківщини.
30 січня 2020 року віддав нирку синові Олександру. Після операції родинні стосунки налагодились.
У жовтні 2020 року стан здоров'я воїна різко погіршився — сталися інсульт, крововилив у мозок та як наслідок мозкова кома.
Помер 9 жовтня 2020 року. Залишились син, дружина Оксана та мати, Марія Сергіївна, котра виховала 6 дітей.

## Нагороди
За особисту мужність і високий професіоналізм, виявлені у захисті державного суверенітету та територіальної цілісності України, вірність військовій присязі, відзначений — нагороджений
- орденом «За мужність» III ступеня (31 липня 2015 року; в указі помилково — Шумік[4]).